# Tennis Court
Singles de Lorde
Royals
(2013) Team
(2013)
Tennis Court est un single de la chanteuse néo-zélandaise Lorde sorti le 7 juin 2013. Il est extrait de son premier album studio Pure Heroine.

## Composition
Lorde explique à la chaîne de télévision musicale américaine VH1 qu'elle aime l'esthétique du court de tennis qui représente pour elle la nostalgie. Le reste de la chanson évoque les changements survenus dans la vie de la chanteuse après le succès de son premier single Royals.

## Classements et certifications
| Classement (2013-14)                           | Meilleure position |
| ---------------------------------------------- | ------------------ |
| Allemagne (Media Control AG)                   | 83                 |
| Australie (ARIA)                               | 20                 |
| Belgique (Flandre Ultratip Bubbling Under 100) | 4                  |
| Belgique (Flandre Ultratop 50 Airplay)         | 48                 |
| Belgique (Wallonie Ultratip Bubbling Under 50) | 28                 |
| Canada (Hot 100)                               | 78                 |
| Canada (Canada Rock)                           | 41                 |
| Canada (CHR/Top 40)                            | 38                 |
| Canada (Hot AC)                                | 48                 |
| États-Unis (Hot 100)                           | 71                 |
| États-Unis (Adult Alternative Songs (en))      | 16                 |
| États-Unis (Adult Pop Songs)                   | 19                 |
| États-Unis (Alternative Digital Song Sales)    | 6                  |
| États-Unis (Alternative Songs)                 | 17                 |
| États-Unis (Hot Rock Songs)                    | 9                  |
| États-Unis (On-Demand Songs (es))              | 14                 |
| États-Unis (Pop Airplay)                       | 23                 |
| États-Unis (Rock Airplay)                      | 20                 |
| États-Unis (Rock Digital Song Sales)           | 7                  |
| États-Unis (Rock Streaming Songs)              | 5                  |
| États-Unis (Streaming Songs)                   | 28                 |
| France (SNEP)                                  | 193                |
| Nouvelle-Zélande (RMNZ)                        | 1                  |
| Nouvelle-Zélande (Digital Song Sales)          | 1                  |
| Pays-Bas (Nederlandse Top 40)                  | 19                 |
| Pays-Bas (Single Top 100)                      | 24                 |
| Royaume-Uni (UK Singles Chart)                 | 78                 |

| Classement (2013)           | Position |
| --------------------------- | -------- |
| Australie (ARIA Charts)     | 72       |
| États-Unis (Hot Rock Songs) | 30       |
| Nouvelle-Zélande (RMNZ)     | 19       |
| Classement (2014)           | Position |
| États-Unis (Hot Rock Songs) | 21       |

| Région | Certification | Ventes/Streams |
| --- | ------------- | -------------- |
| Australie (ARIA) | 3 × Platine   | 210 000^       |
| Canada (Music Canada) | Platine       | 80 000‡        |
| Norvège (IFPI Norway) | Platine       | 10 000*        |
| Nouvelle-Zélande (RMNZ) | 3 × Platine   | 45 000*        |
| Royaume-Uni (BPI) | Argent        | 200 000‡       |
| *Ventes selon la certification ^Mise en rayon selon la certification xNon précisé par la certification ‡ventes/streaming selon la certification |               |                |